# Молодёжный (Монетный)
Молодёжный — посёлок в составе посёлка Монетного Берёзовского муниципального округа Свердловской области России. Как самостоятельный населённый пункт был упразднён в 2020 году.

## География
Посёлок Молодёжный расположен в полутора километрах от правого берега реки Кедровки — правого притока Хвощевки (бассейн Адуя), на северо-западе Монетного, приблизительно в 4-5 километрах от центра. Южнее Молодёжного расположен посёлок Первомайский, так же ранее вошедший в состав Монетного.
В состав Молодёжного входят три улицы: Весенняя, Механизаторов и Почтовая, а также территория промышленной зоны.

## История
Основан как сельскохозяйственная территория в 1930-е годы отделением одной из бригад совхоза «Шиловский» города Берёзовского. Основными культурами культивации были картофель и турнепс (кормовая репа).
Ранее именовался как 2-й участок совхоза «Шиловский». Посёлок Молодёжный был образован 12 марта 1997 года.
В декабре 2020 года внесён законопроект о преобразовании посёлка. Областным законом № 153-ОЗ от 23 декабря 2020 года присоединён к посёлку Монетный.
Управлялся территориальной администрацией посёлка Монетного.

## Население
| 2002 | 2010 |
| ---- | ---- |
| 265  | ↘250 |

Структура
По данным Всероссийской переписи населения 2002 года, русские составляли 98 % от общего числа жителей посёлка Молодёжного. По данным переписи населения 2010 года, в посёлке проживали 117 мужчин и 133 женщины.

## Инфраструктура
Действуют магазин и котельная. Образовательных учреждений нет, но курсирует школьный автобус до посёлка Монетного.